# Schietpartij op Westside Middle School (1998)
De schietpartij op de Westside Middle School is een geweldsincident dat plaatsvond op 24 maart 1998 waarbij twee leerlingen van een middelbare school in Jonesboro (Arkansas) het vuur openden op medeleerlingen en onderwijzend personeel. De schutters waren jongens van elf en dertien jaar. Vier leerlingen en een docente werden gedood en tien anderen raakten gewond.

## Verloop
Andrew Golden (11) en Mitchell Johnson (13) reden op 24 maart 1998 naar school in de auto van de moeder van Golden, die met vuurwapens, munitie, kampeergerei en voedsel was volgeladen.
Kort na half een in de middag liet Golden het brandalarm van de school afgaan en rende hij naar het bosgebied buiten het gebouw, waar Johnson inmiddels met de wapens was heengegaan. Beiden openden daarna het vuur op de leerlingen en leraren die de school uitkwamen. Er ontstond verwarring, doordat veel leerlingen en leraren dachten dat het om een oefening ging. Vier leerlingen en een lerares kwamen om.
Tien minuten na de schietpartij werden de twee jongens opgepakt, terwijl ze probeerden te ontsnappen.

## Proces
In augustus 1998 werden beide jongens wegens vijf moorden veroordeeld tot een gevangenisstraf tot hun 21e, de maximumstraf in Arkansas voor minderjarigen onder de 14 jaar. Hoewel de daders aanvankelijk geen reden voor hun actie wilden geven, verklaarde Johnson negen jaar later zich buitengesloten te hebben gevoeld.